# Francia en los Juegos Paralímpicos de París 2024
Francia estuvo representada en los Juegos Paralímpicos de París 2024 por un total de 237 deportistas, 155 hombres y 82 mujeres.

## Medallistas
El equipo paralímpico francés obtuvo las siguientes medallas:
| Nombre | Deporte                    | Evento                                           |
| --- | -------------------------- | ------------------------------------------------ |
| Oro |                            |                                                  |
| Lucas Mazur | Bádminton                  | Individual SL4 masculino                         |
| Charles Noakes | Bádminton                  | Individual SH6 masculino                         |
| Aurélie Aubert | Bochas                     | Individual BC1 femenino                          |
| Marie Patouillet | Ciclismo en pista          | Persecución individual C5 femenino               |
| Alexandre Léauté | Ciclismo en pista          | Persecución individual C2 masculino              |
| Dorian Foulon | Ciclismo en pista          | Persecución individual C5 masculino              |
| Mathieu Bosredon | Ciclismo en ruta           | Ruta H3 masculino                                |
| Mathieu Bosredon | Ciclismo en ruta           | Contrarreloj H3 masculino                        |
| Alexandre Léauté | Ciclismo en ruta           | Contrarreloj C2 masculino                        |
| Thomas Peyroton-Dartet | Ciclismo en ruta           | Contrarreloj C3 masculino                        |
| Kévin Le Cunff | Ciclismo en ruta           | Contrarreloj C4 masculino                        |
| Florian Jouanny | Ciclismo en ruta           | Ruta H1-2 masculino                              |
| Mathieu Bosredon Florian Jouanny Joseph Fritsch | Ciclismo en ruta           | Relevo por equipos H1-5 mixto                    |
| Hakim Arezki Martin Baron Alessandro Bartolomucci Ahmed Tidiane Diakite Mickael Miguez Fabrice Morgado Benoit de Montlehu Gaël Rivière Frédéric Villeroux Khalifa Youmé | Fútbol 5                   | Torneo masculino                                 |
| Emeline Pierre | Natación                   | 100 m libre S10 femenino                         |
| Ugo Didier | Natación                   | 400 m libre S9 masculino                         |
| Tanguy de La Forest | Tiro                       | Rifle de aire en posición tendida 10 m SH2 mizto |
| Jules Ribstein | Triatlón                   | PTS2 masculino                                   |
| Alexis Hanquinquant | Triatlón                   | PTS4 masculino                                   |
| Plata |                            |                                                  |
| Gloria Agblemagnon | Atletismo                  | Peso F20 femenino                                |
| Timothée Adolphe | Atletismo                  | 100 m T11 masculino                              |
| Timothée Adolphe | Atletismo                  | 400 m T11 masculino                              |
| Marie Patouillet | Ciclismo en pista          | 500 m contrarreloj C4-5 femenino                 |
| Heïdi Gaugain | Ciclismo en pista          | Persecución individual C5 femenino               |
| Heïdi Gaugain | Ciclismo en ruta           | Ruta C4-5 femenino                               |
| Heïdi Gaugain | Ciclismo en ruta           | Contrarreloj C5 femenino                         |
| Johan Quaile | Ciclismo en ruta           | Ruta H3 masculino                                |
| Johan Quaile | Ciclismo en ruta           | Contrarreloj H3 masculino                        |
| Loïc Vergnaud | Ciclismo en ruta           | Ruta H5 masculino                                |
| Loïc Vergnaud | Ciclismo en ruta           | Contrarreloj H5 masculino                        |
| Thomas Peyroton-Dartet | Ciclismo en ruta           | Ruta C1-3 masculino                              |
| Kévin Le Cunff | Ciclismo en ruta           | Ruta C4-5 masculino                              |
| Elie de Carvalho | Ciclismo en ruta           | Contrarreloj B masculino                         |
| Gatien Le Rousseau | Ciclismo en ruta           | Contrarreloj C4 masculino                        |
| Sandrine Martinet | Judo                       | –48 kg J2 femenino                               |
| Hélios Latchoumanaya | Judo                       | –90 kg J2 masculino                              |
| Alex Portal | Natación                   | 100 m mariposa S13 masculino                     |
| Alex Portal | Natación                   | 400 m libre S13 masculino                        |
| Alex Portal | Natación                   | 200 m estilos SM13 masculino                     |
| Ugo Didier | Natación                   | 200 m estilos SM9 masculino                      |
| Ugo Didier | Natación                   | 400 m espalda S9 masculino                       |
| Hector Denayer | Natación                   | 100 m braza SB9 masculino                        |
| Nélia Barbosa | Piragüismo                 | KL3 femenino                                     |
| Djélika Diallo | Taekwondo                  | –65 kg femenino                                  |
| Lucas Didier | Tenis de mesa              | Individual MS9 masculino                         |
| Tanguy de La Forest | Tiro                       | Rifle de aire de pie 10 m SH2 mizto              |
| Thibaut Rigaudeau | Triatlón                   | PTVI masculino                                   |
| Bronce |                            |                                                  |
| Manon Genest | Atletismo                  | Salto de longitud T37 femenino                   |
| Antoine Praud | Atletismo                  | 1500 m T46 masculino                             |
| Faustine Noël Lucas Mazur | Bádminton                  | D0bles SL3-SU5 mixto                             |
| Alexandre Léauté | Ciclismo en pista          | 1 km contrarreloj C1-3 masculino                 |
| Gatien Le Rousseau | Ciclismo en pista          | Persecución individual C4 masculino              |
| Alexandre Lloveras | Ciclismo en ruta           | Ruta B masculino                                 |
| Alexandre Léauté | Ciclismo en ruta           | Ruta C1-3 masculino                              |
| Dorian Foulon | Ciclismo en ruta           | Contrarreloj C5 masculino                        |
| Florian Jouanny | Ciclismo en ruta           | Contrarreloj H2 masculino                        |
| Ludovic Lemoine Damien Tokatlian Maxime Valet Yohan Peter | Esgrima en silla de ruedas | Florete por equipos masculino                    |
| Cyril Jonard | Judo                       | –90 kg J1 masculino                              |
| Jason Grandry | Judo                       | +90 kg J1 masculino                              |
| Laurent Chardard | Natación                   | 50 m mariposa S6 masculino                       |
| Laurent Chardard | Natación                   | 100 m libre S6 masculino                         |
| Emeline Pierre | Natación                   | 100 m espalda S10 femenino                       |
| Alex Portal | Natación                   | 100 m espalda S13 masculino                      |
| Hector Denayer | Natación                   | 200 m estilos SM9 masculino                      |
| Kylian Portal | Natación                   | 400 m libre S13 masculino                        |
| Rémy Boullé | Piragüismo                 | KL1 masculino                                    |
| Nathalie Benoit | Remo                       | Scull individual PR1W1x femenino                 |
| Grégoire Bireau Margot Boulet Candyce Chafa Rémy Taranto Emilie Acquistapace Robin le Barreau                                                                           | Remo                       | Cuatro con timonel PR3Mix4+ mixto                |
| Fabien Lamirault | Tenis de mesa              | Individual MS2 masculino                         |
| Matéo Bohéas | Tenis de mesa              | Individual MS10 masculino                        |
| Fabien Lamirault Julien Michaud | Tenis de mesa              | Dobles MD4 masculino                             |
| Clément Berthier Esteban Herrault | Tenis de mesa              | Dobles MD14 masculino                            |
| Florian Merrien Flora Vautier | Tenis de mesa              | Dobles XD7 mixto                                 |
| Jean-Louis Michaud | Tiro                       | Rifle en posición tendida 50 m SH1 mixto         |
| Antoine Perel | Triatlón                   | PTVI masculino                                   |